# Пола Абдул
Пола Џули Абдул (Сан Фернандо, 19. јун 1962) америчка је певачица, плесачица, кореографкиња, глумица и телевизијска личност. Каријеру је започела као чилидерсица Лос Анђелес лејкерса са осамнаест година, а касније постала главна кореографкиња у чилидерс тиму, када је привукла пажњу музичара из групе Џексон 5. Након што је радила кореографију за музичке спотове групе Џексон 5, Пола је убрзо потписала уговор са издавачком кућом Вирџин рекордс. Објавила је три студијска албума, појавила се у великом броју филмова, ТВ емисија и серија, а радила је и кореографију за многе од њих. Добитница је великог броја награда за свој рад, укључујући и звезду на Холивудској стази славних, 1990. године.

## Биографија
Рођена је 19. јула 1962. године у Сан Фернанду у Калифорнији од родитеља јеврејског порекла. Полин отац Хари Абдул рођен је у сиријско—јеврејској породици у Алепу, одрастао је у Бразилу, одакле је емигрирао у Сједињене Државе. Њена мајка Лорен била је концертни пијаниста и одрасла је у канадско—јеврејској породици у Минедоси и има Ашкенази порекло из Украјине. Пола има сестру Венди. У раном детињству похађала је часове балета и џеза, средњу школу Ван Најс, где је била навијачица. Када је имала петнаест година, добила је стипендију за плесни камп који се налази у близини Палм Спрингса, а 1978. године појавила се у нискобуџетном филму Junior High School. Године 1980. завршила је средњу школу. Студирала је на Државном Универзитету Калифорнија, одсеку радиодифузија. Током прве године студирања изабрана је од 700 кадидата, да буде навијачица НБА кошаркашког тима Лос Анђелес лејкерси, а у року од годину дана постала је главна кореографкиња.
У периоду од 1992. до 1994. године била је удата за америчког глумца Емилија Естевеза. Током 1994. године лечила се од булимије. Године 1996. удала се за Бреда Бекермана, модног дизајнера у Бристолу, Конектикат, а развели су се 1998. године. У априлу 2005. године, Пола је изјавила да пати од неуролошког поремећаја, рефлексне симпатичне дистрофије, која изазива хронични бол.

## Каријера

### 1982—1986: Почетак каријере
Полу су приметили музичари бенда Џексон 5, након што је извела кореаографију за Лос Анђелес Лејкерсе. Потписала је уговор са групом, а након тога спремила кореографију за спот њиховог сингла Torture. Након успеха спота, Пола је постала позната кореографкиња и почела да ради кореографију за музичке спотове и филмове.

### 1987—1999: Објављивање студијских албума
Године 1987. Пола је одлучила да се опроба у певању и убрзо након тога потписала уговор са издавачком кућом Вирџин рекордс. Иако је била вешта плесачица и кореограф, није била обучена за певање, па је сарађивала са музичким тренерима и продуцентима како би развила вокалну способност. Њен први студијски албум под називом Forever Your Girl објављен је 21. јуна 1988. године за Вирџин рекордс, а на њему се налази десет песама. Албум се нашао на првом месту листе Билборд 200, где је био шездесет и четири недеље (десет на првом месту). Албуму је додељен платинумски сертификат 1989. године од стране Америчког удружења дискографских кућа. Полин ремикс албум Shut Up and Dance: Mixes објављен је 8. маја 1990. године, нашао се на седмом месту листе ремикс албума у Сједињеним Државама и постао један од најуспешнијих ремикс албума у то време. На 32. додели Греми награда, добила је Награду за најбољи музички спот Opposites Attract. Пола је била номинована за Најбољи поп вокал перформанс, на песми Straight Up.
Други студијски албум Поле, под називом Spellbound објављен је 14. маја 1991. године. На њему су се нашли синглови Rush Rush, The Promise of a New Day и Blowing Kisses in the Wind који је био шести на листи синглова у Сједињеним Државама три недеље узастопоно. Песма са албума су денс и поп жанра, са елементима ритам и блуза. Албум је продат у 7 милиона примерака широм света. Остали албумски синглови Vibeology и Will You Marry Me? постигли су умерени успеха на графикону Билборд хот 100, били међу првих двадесет песама. Године 1991. Пола се појавила у реклами за Кока-колу Лајт. У децембру 1999. године добила је звезду на Холивудској стази славних. Албум Spellbound требало је да промовише 1991. године на музичкој турнеји у Сједињеним Државама, али је она ипак отказана и одржавана у августу 1992. године. Њен трећи студијски албум под називом Head over Heels објављен је 13. јуна 1995. године и садржи елементре попа и ритам и блуз музике. Постигао је умерен успех, нашао се на осамнаестом месту листе Билборд 200 у Сједињеним Државама. Водећи албумски синг My Love Is for Real нашао се на првом месту Билбордове листе Dance Club Songs, а на двадесет и осмом месту листе Билборд хот 100. Други и трећи синглови са албума су Crazy Cool и  Ain't Never Gonna Give You Up. Албум Head over Heels продат је у 500.000 примерака у Сједињеним Државама. Године 1995. Пола је објавила свој ДВД тренинг под називом Paula Abdul's Get Up and Dance!, који је поново објављен 2003. године. Заједно са музичким продуцентом и композитором Кара Диогардијем, Пола је 1997. године написала текст за њен повратнички сингл, али материјал никада није објављен, а песму је касније извела Кајли Миног. Током 1997. године појавила се у ТВ филму Touched By Evil у улози бизнисменке која открива да је њен партнер серијски силоватељ. Године 1998. објавила је други тренинг филм под називом Cardio Dance, а он је поново објављен 2000. године на ДВД издању.

### 2000—2009: Појављивање на ТВ емисијама и повратак на музичку сцену
Године 2000. Вирџин рекордс, са којим Пола више није имала уговор, објавио је компилацијски албум са њеним песмама, под називом Greatest Hits. Године 2002. почела је да се појављује као такмичарски судија у Америчком идолу. У децембру 2005. године објавила је видео тренинг на ДВД издању под називом Cardio Cheer, на којем се налазе вежбе за децу и тинејџерке, уско повезане са плесом.
Други компилацијски албум Greatest Hits: Straight Up! објављен је 2007. године од стране Вирџин рекордса и доступан за дигитално преузимање. Током 2007. године Пола је учествовала у ријалити ТВ серији Hey Paula, која се приказивала на Браво каналу. Године 2008. објавила је сингл Dance Like There's No Tomorrow, а песма се нашла на албуми Ренди Џексона. Песма се нашла на шездесетом и другој позицији листе Билборд хот 100 и другој листе Dance Club Songs . Пола се појавила у једној епизоди британске ТВ серије Хотел Вавилон, која је премијерно приказана у фебруару 2008. године у Великој Британији.
У јануару 2009. године Пола је била судија РАХ! такмичења у навијању, на МТВ каналу. Песму I'm Just Here for the Music објавила је у мају 2009. године и извела је у Америчком Идолу. Песма се нашла на осамдесет и седмој позицији листе Билборд хот 100 и постала петнаеста песма Поле која се нашла на тој листи.

### 2010—2015
У новембру 2010. године Пола је била један од оснивача веб-сајта AuditionBooth.com, на којем се омогућује уметницима да се повежу са режисерима, продуцентима и кастинг менаџерима. У јануару 2011. појавила се у краткој ТВ серији Live to Dance, чији је била ексклузивни продуцент, а емитована је у седам епизода. У мају 2011. године учествовала је у емисији Х фактор. У наредној сезони емисије заменила ју је Деми Ловато. Током октобра 2012. године била је гост емисије Dancing with the Stars, а у априлу 2013. појавила се у дванаестој сезони Америчког идола. Дана 9. јула 2013. године ојавила се на такмичењу So You Think You Can Dance, а у октобру 2013. била је судија тог такмичења. Касније је била и судија у америчкој верзији исто такмичења. У априлу 2014. године била је судија такмичарске емисије RuPaul's Drag Race, а у јуну исте године имала је малу улогу у ТВ серији Neighbours у улози Карл Кенеди. Године 2015. глумила је у комичном ситкому Real Husbands of Hollywood, на премијери четврте сезоне. Дана 16. новембра 2015. године освојила је Светску кореографску награду, за кореографију у музичком споту Check Yourself.

### 2016—данас
Пола је своју комплетну сценографију извела 6. августа 2016. године на Микстејп фестивалу у Хершију, Пенсилванија. У новембру 2016. године музички бенд New Kids on the Block најавио је да ће са њима на турнеји бити Пола Абдул. Турнеја је почела 12. маја 2017. године у Коламбусу, а завршена је 16. јула 2017. године у Холивуду на Флориди. У јулу 2018. године Пола је најавила соло турнеју по Северној Америци, у оквиру прославе 30. годишњице од објављивања  њеног првог студијског албума Forever Your Girl. Турнеја је почела 3. октобра 2018. године у Морстауну, Њу Џерзи, а завршила се у Индију, Калифорнија, 17. новембра 2018. године. На затварању Билборд доделе музичких награда, Пола је извела неке од њених највећих хит песама. Дана 7. јуна 2019. основала је фестивал LA Pride.